# Pandemia di COVID-19 a Mauritius
Il primo caso della pandemia di COVID-19 a Mauritius è stato confermato il 21 febbraio 2020.

## Antefatti
Il 12 gennaio 2020, l'Organizzazione mondiale della sanità (OMS) ha confermato che un nuovo coronavirus era la causa di una nuova infezione polmonare che aveva colpito diversi abitanti della città di Wuhan, nella provincia cinese dell'Hubei, il cui caso era stato portato all'attenzione dell'OMS il 31 dicembre 2019.
Sebbene nel tempo il tasso di mortalità del COVID-19 si sia rivelato decisamente più basso di quello dell'epidemia di SARS che aveva imperversato nel 2003, la trasmissione del virus SARS-CoV-2, alla base del COVID-19, è risultata essere molto più ampia di quella del precedente virus del 2003, ed ha portato a un numero totale di morti molto più elevato.
Il 5 maggio 2023, l'Organizzazione mondiale della sanità dichiara ufficialmente la fine della pandemia.

## Andamento dei contagi
| Data                                                                          | Data       |  | Numero di casi | Numero di casi |
| ----------------------------------------------------------------------------- | ---------- |  | -------------- | -------------- |
| 18-03-2020                                                                    | 18-03-2020 |  | 3              |                |
| 19-03-2020                                                                    | 19-03-2020 |  | 7(+133%)       |                |
| 20-03-2020                                                                    | 20-03-2020 |  | 12(+71%)       |                |
| 21-03-2020                                                                    | 21-03-2020 |  | 14(+17%)       |                |
| 22-03-2020                                                                    | 22-03-2020 |  | 28(+100%)      |                |
| 23-03-2020                                                                    | 23-03-2020 |  | 36(+28.6%)     |                |
| 24-03-2020                                                                    | 24-03-2020 |  | 42(+16.7%)     |                |
| 25-03-2020                                                                    | 25-03-2020 |  | 48(+14.3%)     |                |
| 26-03-2020                                                                    | 26-03-2020 |  | 81(+68.8%)     |                |
| 27-03-2020                                                                    | 27-03-2020 |  | 94(+8.7%)      |                |
| 28-03-2020                                                                    | 28-03-2020 |  | 102(+8.5%)     |                |
| 29-03-2020                                                                    | 29-03-2020 |  | 107(+4.9%)     |                |
| 30-03-2020                                                                    | 30-03-2020 |  | 128(+19.6%)    |                |
| 31-03-2020                                                                    | 31-03-2020 |  | 147(+14.8%)    |                |
| 01-04-2020                                                                    | 01-04-2020 |  | 161(+12.2%)    |                |
| 02-04-2020                                                                    | 02-04-2020 |  | 169(+4.9%)     |                |
| 03-04-2020                                                                    | 03-04-2020 |  | 186(+10.1%)    |                |
| 04-04-2020                                                                    | 04-04-2020 |  | 196(+14.5%)    |                |
| 05-04-2020                                                                    | 05-04-2020 |  | 227(+15.8%)    |                |
| 06-04-2020                                                                    | 06-04-2020 |  | 244(+7.5%)     |                |
| 07-04-2020                                                                    | 07-04-2020 |  | 268(+9.8%)     |                |
| 08-04-2020                                                                    | 08-04-2020 |  | 273(+1.9%)     |                |
| 09-04-2020                                                                    | 09-04-2020 |  | 314(+15.0%)    |                |
| 10-04-2020                                                                    | 10-04-2020 |  | 318(+1.3%)     |                |
| 11-04-2020                                                                    | 11-04-2020 |  | 319(0.3%)      |                |
| 12-04-2020                                                                    | 12-04-2020 |  | 324(1.6%)      |                |
| 13-04-2020                                                                    | 13-04-2020 |  | 324(=)         |                |
| 14-04-2020                                                                    | 14-04-2020 |  | 324(=)         |                |
| 15-04-2020                                                                    | 15-04-2020 |  | 324(=)         |                |
| 16-04-2020                                                                    | 16-04-2020 |  | 324(=)         |                |
| 17-04-2020                                                                    | 17-04-2020 |  | 324(=)         |                |
| 18-04-2020                                                                    | 18-04-2020 |  | 325(0.3%)      |                |
| 19-04-2020                                                                    | 19-04-2020 |  | 328(0.9%)      |                |
| 20-04-2020                                                                    | 20-04-2020 |  | 328(=)         |                |
| 21-04-2020                                                                    | 21-04-2020 |  | 328(=)         |                |
| 22-04-2020                                                                    | 22-04-2020 |  | 329(0.3%)      |                |
| 23-04-2020                                                                    | 23-04-2020 |  | 331(0.6%)      |                |
| 24-04-2020                                                                    | 24-04-2020 |  | 331(=)         |                |
| 25-04-2020                                                                    | 25-04-2020 |  | 331(=)         |                |
| 26-04-2020                                                                    | 26-04-2020 |  | 332(0.3%)      |                |
| 27-04-2020                                                                    | 27-04-2020 |  | 332(=)         |                |
| 28-04-2020                                                                    | 28-04-2020 |  | 332(=)         |                |
| 29-04-2020                                                                    | 29-04-2020 |  | 332(=)         |                |
| 30-04-2020                                                                    | 30-04-2020 |  | 332(=)         |                |
| 01-05-2020                                                                    | 01-05-2020 |  | 332(=)         |                |
| 02-05-2020                                                                    | 02-05-2020 |  | 332(=)         |                |
| 03-05-2020                                                                    | 03-05-2020 |  | 332(=)         |                |
| ⋮                                                                             | ⋮          |  | 332(=)         |                |
| 24-05-2020                                                                    | 24-05-2020 |  | 334(+0,6%)     |                |
| ⋮                                                                             | ⋮          |  | 334(=)         |                |
| 06-06-2020                                                                    | 06-06-2020 |  | 337(+0,9%)     |                |
| ⋮                                                                             | ⋮          |  | 337(=)         |                |
| 10-06-2020                                                                    | 10-06-2020 |  | 337(=)         |                |
| 11-06-2020                                                                    | 11-06-2020 |  | 337(=)         |                |
| 12-06-2020                                                                    | 12-06-2020 |  | 337(=)         |                |
| 13-06-2020                                                                    | 13-06-2020 |  | 337(=)         |                |
| 14-06-2020                                                                    | 14-06-2020 |  | 337(=)         |                |
| 15-06-2020                                                                    | 15-06-2020 |  | 337(=)         |                |
| 16-06-2020                                                                    | 16-06-2020 |  | 337(=)         |                |
| 17-06-2020                                                                    | 17-06-2020 |  | 337(=)         |                |
| 18-06-2020                                                                    | 18-06-2020 |  | 337(=)         |                |
| 19-06-2020                                                                    | 19-06-2020 |  | 337(=)         |                |
| 20-06-2020                                                                    | 20-06-2020 |  | 337(=)         |                |
| 21-06-2020                                                                    | 21-06-2020 |  | 337(=)         |                |
| 22-06-2020                                                                    | 22-06-2020 |  | 340(+0,89%)    |                |
| 23-06-2020                                                                    | 23-06-2020 |  | 340(=)         |                |
| 24-06-2020                                                                    | 24-06-2020 |  | 341(+0,29%)    |                |
| 25-06-2020                                                                    | 25-06-2020 |  | 341(=)         |                |
| 26-06-2020                                                                    | 26-06-2020 |  | 341(=)         |                |
| 27-06-2020                                                                    | 27-06-2020 |  | 341(=)         |                |
| 28-06-2020                                                                    | 28-06-2020 |  | 341(=)         |                |
| 29-06-2020                                                                    | 29-06-2020 |  | 341(=)         |                |
| 30-06-2020                                                                    | 30-06-2020 |  | 341(=)         |                |
| 01-07-2020                                                                    | 01-07-2020 |  | 341(=)         |                |
| 02-07-2020                                                                    | 02-07-2020 |  | 341(=)         |                |
| 03-07-2020                                                                    | 03-07-2020 |  | 341(=)         |                |
| 04-07-2020                                                                    | 04-07-2020 |  | 341(=)         |                |
| 05-07-2020                                                                    | 05-07-2020 |  | 341(=)         |                |
| 06-07-2020                                                                    | 06-07-2020 |  | 342(+0,29%)    |                |
| 07-07-2020                                                                    | 07-07-2020 |  | 342(=)         |                |
| 08-07-2020                                                                    | 08-07-2020 |  | 342(=)         |                |
| ⋮                                                                             | ⋮          |  | 342(=)         |                |
| 14-07-2020                                                                    | 14-07-2020 |  | 343(+0,29%)    |                |
| ⋮                                                                             | ⋮          |  | 343(=)         |                |
| 25-07-2020                                                                    | 25-07-2020 |  | 344(+0,29%)    |                |
| ⋮                                                                             | ⋮          |  | 344(=)         |                |
| 16-08-2020                                                                    | 16-08-2020 |  | 346(+0,58%)    |                |
| ⋮                                                                             | ⋮          |  | 346(=)         |                |
| 01-09-2020                                                                    | 01-09-2020 |  | 356(+2,9%)     |                |
| ⋮                                                                             | ⋮          |  | 356(=)         |                |
| 09-09-2020                                                                    | 09-09-2020 |  | 357(+0,28%)    |                |
| 10-09-2020                                                                    | 10-09-2020 |  | 357(=)         |                |
| 11-09-2020                                                                    | 11-09-2020 |  | 361(+1,1%)     |                |
| ⋮                                                                             | ⋮          |  | 361(=)         |                |
| 15-09-2020                                                                    | 15-09-2020 |  | 362(+0,28%)    |                |
| 16-09-2020                                                                    | 16-09-2020 |  | 365(+0,83%)    |                |
| 17-09-2020                                                                    | 17-09-2020 |  | 365(=)         |                |
| 18-09-2020                                                                    | 18-09-2020 |  | 366(+0,27%)    |                |
| 19-09-2020                                                                    | 19-09-2020 |  | 367(+0,27%)    |                |
| ⋮                                                                             | ⋮          |  | 367(=)         |                |
| 29-09-2020                                                                    | 29-09-2020 |  | 370(+0,82%)    |                |
| 30-09-2020                                                                    | 30-09-2020 |  | 381(+3%)       |                |
| ⋮                                                                             | ⋮          |  | 381(=)         |                |
| 05-10-2020                                                                    | 05-10-2020 |  | 385(+1%)       |                |
| 06-10-2020                                                                    | 06-10-2020 |  | 387(+0,52%)    |                |
| 07-10-2020                                                                    | 07-10-2020 |  | 395(+2,1%)     |                |
| ⋮                                                                             | ⋮          |  | 395(=)         |                |
| 13-10-2020                                                                    | 13-10-2020 |  | 404(+2,3%)     |                |
| ⋮                                                                             | ⋮          |  | 404(=)         |                |
| 17-10-2020                                                                    | 17-10-2020 |  | 407(+0,74%)    |                |
| ⋮                                                                             | ⋮          |  | 407(=)         |                |
| 21-10-2020                                                                    | 21-10-2020 |  | 421(+3,4%)     |                |
| ⋮                                                                             | ⋮          |  | 421(=)         |                |
| 24-10-2020                                                                    | 24-10-2020 |  | 435(+3,3%)     |                |
| ⋮                                                                             | ⋮          |  | 435(=)         |                |
| 27-10-2020                                                                    | 27-10-2020 |  | 439(+0,92%)    |                |
| 28-10-2020                                                                    | 28-10-2020 |  | 439(=)         |                |
| 29-10-2020                                                                    | 29-10-2020 |  | 441(+0,46%)    |                |
| ⋮                                                                             | ⋮          |  | 441(=)         |                |
| 01-11-2020                                                                    | 01-11-2020 |  | 446(+1,1%)     |                |
| 02-11-2020                                                                    | 02-11-2020 |  | 451(+1,1%)     |                |
| 03-11-2020                                                                    | 03-11-2020 |  | 451(=)         |                |
| 04-11-2020                                                                    | 04-11-2020 |  | 452(+0,22%)    |                |
| 05-11-2020                                                                    | 05-11-2020 |  | 453(+0,22%)    |                |
| ⋮                                                                             | ⋮          |  | 453(=)         |                |
| 12-11-2020                                                                    | 12-11-2020 |  | 468(+3,3%)     |                |
| 13-11-2020                                                                    | 13-11-2020 |  | 470(+0,43%)    |                |
| 14-11-2020                                                                    | 14-11-2020 |  | 470(=)         |                |
| 15-11-2020                                                                    | 15-11-2020 |  | 478(+1,7%)     |                |
| 16-11-2020                                                                    | 16-11-2020 |  | 491(+2,7%)     |                |
| 17-11-2020                                                                    | 17-11-2020 |  | 491(=)         |                |
| 18-11-2020                                                                    | 18-11-2020 |  | 494(+0,61%)    |                |
| 19-11-2020                                                                    | 19-11-2020 |  | 494(=)         |                |
| 20-11-2020                                                                    | 20-11-2020 |  | 494(=)         |                |
| 21-11-2020                                                                    | 21-11-2020 |  | 494(=)         |                |
| 22-11-2020                                                                    | 22-11-2020 |  | 494(=)         |                |
| 23-11-2020                                                                    | 23-11-2020 |  | 494(=)         |                |
| 24-11-2020                                                                    | 24-11-2020 |  | 494(=)         |                |
| 25-11-2020                                                                    | 25-11-2020 |  | 497(+0,61%)    |                |
| 26-11-2020                                                                    | 26-11-2020 |  | 498(+0,2%)     |                |
| 27-11-2020                                                                    | 27-11-2020 |  | 501(+0,6%)     |                |
| ⋮                                                                             | ⋮          |  | 501(=)         |                |
| 05-12-2020                                                                    | 05-12-2020 |  | 508(+1,4%)     |                |
| 06-12-2020                                                                    | 06-12-2020 |  | 508(=)         |                |
| 07-12-2020                                                                    | 07-12-2020 |  | 511(+0,59%)    |                |
| 08-12-2020                                                                    | 08-12-2020 |  | 515(+0,78%)    |                |
| ⋮                                                                             | ⋮          |  | 515(=)         |                |
| 14-12-2020                                                                    | 14-12-2020 |  | 523(+1,6%)     |                |
| 15-12-2020                                                                    | 15-12-2020 |  | 524(+0,19%)    |                |
| ⋮                                                                             | ⋮          |  | 524(=)         |                |
| 22-12-2020                                                                    | 22-12-2020 |  | 526(+0,38%)    |                |
| Fonti: - Ministero della sanità - Ultimo aggiornamento: 10.06.2020, 18:00 GMT |            |  |                |                |

## Risposta

### Educazione
Il 18 marzo 2020, nel mezzo di un'ondata di nuovi casi confermati a Mauritius, il governo di Mauritius ha annunciato che tutte le scuole e le università sarebbero state chiuse fino a nuovo avviso. Dei programmi di istruzione sono stati forniti a tutti gli studenti online e in televisione attraverso la Mauritius Broadcasting Corporation. Nel maggio 2020, il governo ha approvato la distribuzione di 2.500 Tablet PC ai bambini che si trovano nel registro della sicurezza sociale.

### Panico acquisti
Dallo scoppio del virus in vari paesi del mondo, le immagini di scaffali vuoti di negozi in Europa hanno iniziato a creare panico tra i mauriziani. Alcune persone hanno iniziato a comprare cibo e prodotti medici in eccesso.

### Dottori
Ai mauriziani fu consigliato di non visitare gli ospedali per problemi minori. A questo proposito, i medici volontari mauriziani hanno istituito un servizio di consulenza online nominato "medicine.mu" per fornire pareri e consigli medici gratuiti.

### Sport
Il 6 aprile 2020, Mauritius è diventato il primo Paese a ordinare la chiusura di tutti i campionati di calcio del Paese per la stagione 2019-2020.

## Casi di mauriziani all'estero
Una donna mauriziana, che lavora alle Seychelles, è risultata positiva al COVID-19. Secondo i rapporti, la donna ha contratto il virus attraverso il coniuge, un cittadino ucraino. La coppia lavora in un hotel. Secondo le informazioni comunicate alla stampa dal commissario per la sanità pubblica delle Seychelles, l'ucraino, che era in viaggio, è tornato alle Seychelles il 12 marzo 2020. Fu allora che presumibilmente infettò il coniuge.
È stato riferito che tre mauriziani sono morti a causa del coronavirus in Francia, tra cui un medico di 70 anni, deceduto il 22 marzo 2020, una seconda persona di 83 anni, deceduta il 29 marzo e una terza persona di 73 anni, che deceduto il 31 marzo 2020.
È stato riferito che un cittadino mauriziano è risultato positivo al coronavirus in Etiopia.
Il 5 aprile 2020, il ministro degli Esteri, Nando Bodha, ha riferito che 46 mauriziani che lavorano sulla nave da crociera Costa Luminosa non sono stati in grado di sbarcare a Marsiglia, poiché le autorità francesi non hanno autorizzato lo sbarco. Furono quindi diretti a Savona, in Italia, dove fu stabilito che sei di loro erano infetti. Quest'ultimo è stato sottoposto a trattamenti nei centri sanitari. I restanti 40 furono portati a Roma e collocati in un hotel in quarantena.
Il 10 aprile 2020, è stato riferito che un medico mauriziano era risultato positivo in Svizzera.
| Paese          | Casi confermati |
| -------------- | --------------- |
| Costa Luminosa | 6               |
| Francia        | 3               |
| Seychelles     | 1               |
| Etiopia        | 1               |
| Svizzera       | 1               |
| Totale         | 12              |

## Impatto economico
Si stima che gli arresti attuati per controllare i costi della pandemia tra l'economia mauriziana siano compresi tra Rs 1 miliardo e Rs 1,3 miliardi al giorno. Il risultato è un costo stimato totale di 15-20 miliardi di Rs, pari al 4% del PIL del paese per l'intero periodo di blocco di 15 giorni annunciato dal governo il 20 marzo. Il 30 marzo 2020, il coprifuoco sanitario iniziato il 23 marzo alle 20:00 ore è stato prorogato di due settimane fino al 15 aprile 2020. Il blocco è stato esteso a lunedì 4 maggio 2020, per contenere ulteriormente la diffusione del COVID-19 nel paese.
Il 22 aprile, il consiglio di amministrazione di Air Mauritius ha deciso di porre la Società sotto amministrazione volontaria dopo che le interruzioni legate al coronavirus hanno reso impossibile per la compagnia aerea adempiere ai propri obblighi finanziari per il prossimo futuro.